# Ol’ Dirty Bastard
ODB, właściwie Russell Tyrone Jones (ur. 15 listopada 1968, zm. 13 listopada 2004) – amerykański raper, były członek grupy Wu-Tang Clan. Znany ze swojego specyficznego stylu oraz problemów z prawem.

## Problemy z prawem
W 1993, został oskarżony o napaść, a w 1994 został postrzelony w brzuch, w wyniku sprzeczki z innym raperem. W 1997 został aresztowany za brak wpłat alimentów dla trójki, z jego trzynaściorga dzieci. Jego żona, Icelene Jones, mówi, że nie płacił alimentów przez ponad rok.
W 1998 został uznany winnym za napaść na swoją żonę oraz został ofiarą napaści na dom jego dziewczyny. Został postrzelony w plecy i rękę. W 1999 został aresztowany za kradzież pary butów, za 50 dolarów w Virginia Beach, chociaż posiadał przy sobie 500 USD. Został aresztowany za zastraszanie w Los Angeles. Parę tygodni później został aresztowany pod podobnymi zarzutami. Podczas rutynowej kontroli drogowej został aresztowany za próbę morderstwa i nielegalne posiadanie broni. Sprawa została oddalona.
W 1999 został aresztowany za prowadzenie bez dokumentów, oraz za noszenie kamizelki kuloodpornej. Parę tygodni później został aresztowany za posiadanie narkotyków, m.in. crack i marihuanę.
W maju 2003 został wypuszczony z więzienia, po wyjściu z więzienia podpisał kontrakt z wytwórnią Roc-A-Fella Records, ale nigdy nie wydał albumu.
Zmarł około 16:35, 13 listopada 2004 w studiu nagrań Wu-Tang (36 Records LLC on West 34th Street) w Nowym Jorku. Został ogłoszony martwym godzinę później, dwa dni przed jego trzydziestymi szóstymi urodzinami. Został pochowany w Brooklyn's Christian Cultural Center.
Oficjalną przyczyną śmierci jest przedawkowanie narkotyków. Sekcja zwłok wykazała, że zabiła go śmiertelna mikstura kokainy i środków przeciwbólowych Tramadol.

## Dyskografia

### Albumy solowe
- Return to the 36 Chambers: The Dirty Version (1995)
- Nigga Please (1999)

### Albumy pośmiertne
- A Son Unique (2009)
- Message to the Other Side (2009)

### Kompilacje
- The Dirty Story: The Best of Ol’ Dirty Bastard (2001)
- The Trials and Tribulations of Russell Jones (2002)
- The Definitive Ol’ Dirty Bastard Story (2005)
- Free to Be Dirty! Live (2005)

### Mixtape
- Osirus (2005)

### Single
- 1995 Brooklyn Zoo
- 1995 Shimmy Shimmy Ya
- 1999 Got Your Money (feat. Kelis)

### Gościnnie
- 1993 Show & Prove (z albumu Big Daddy Kane Daddy’s Home)
- 1995 Nuttin' But Flavor (singel Funkmaster Flex)
- 1995 „Show & Prove” (z albumu Big Daddy Kane Daddy’s Home)
- 1995 „Duel of the Iron Mic” (z albumu GZA Liquid Swords)
- 1995 „Fantasy” (z albumu Mariah Carey Daydream)
- 1996 „Woo-Hah!! Got You All In Check (Remix)” (singel Busta Rhymes)
- 1997 „Hip Hop Drunkies” (z albumu Alkaholiks Likwidation)
- 1998 „If You Don't Know” (z albumu Killah Priest Heavy Mental)
- 1998 „Shining Star” (z albumu Sunz of Man The Last Shall Be First)
- 1998 „Ghetto Supastar (That Is What You Are)” (razem z Pras i Mya, z sountracka Bulworth)
- 1999 „Bitches” (z albumu Insane Clown Posse The Amazing Jeckel Brothers)
- 1999 „Prepare For The Buddha Monk” (z albumu Popa Wu Visions Of The Tenth Chamber)
- 1999 „Kiss Of A Black Widow” (z albumu RZA Bobby Digital In Stereo)
- 1999 „Crash Your Crew” (z albumu GZA Beneath The Surface)
- 2000 „Violence” (z albumu Cam'ron S.D.E.)
- 2000 „Conditioner” (z albumu Wu-Tang Clan The W)
- 2001 „Black Widow Pt. 2” (z albumu RZA Digital Bullet)
- 2003 „Pop Shit” (z albumu The Neptunes The Neptunes Present... Clones)
- 2003 „We Pop” (z albumu RZA Birth of a Prince)
- 2004 „Some Girls (Dance With Women)” (bonusowy remix pierwszego singla JC Chasez z albumu Schizophrenic)
- 2004 Disciples of the 36 Chambers: Chapter 1 (z albumu Wu-Tang Clan)
- 2004 „Old Man” (z albumu Masta Killa No Said Date)
- 2005 „Break That” (z albumu Mathematics The Problem)
- 2005 „Pop Shots (Remix)” (z albumu M.O.P. St. Marxmen)
- 2006 „Dirty Mef” (z albumu Method Man 4:21... The Day After)
- 2007 „Toxic” (z albumu Mark Ronson Version Proper)
- 2008 „Do it For” (z albumu Brooklyn Zu Chamber #9, Verse 32)
- 2009 „Strange Enough” (z albumu N.A.S.A. The Spirit of Apollo)